# Arnaud Vincent (pilote moto)
Pour les articles homonymes, voir Arnaud Vincent et Vincent.
Arnaud Vincent, né le 30 novembre 1974 à Laxou (Meurthe-et-Moselle), est un pilote de vitesse moto français.

## Biographie
Après des débuts en moto-cross et en course de côte, il ne se dirige vers la vitesse qu'à l'âge de 20 ans, en 1995. Après quelques saisons en Championnat de France, il remporte le Championnat de France et le Championnat d'Europe 125 cm3 en 1997, puis rejoint l'année suivante le Championnat du Monde avec le team Scrab où il fait son premier podium en championnat du monde au Grand Prix d'Allemagne avec une deuxième place; il finira sa première saison en Grand Prix en 12e position.

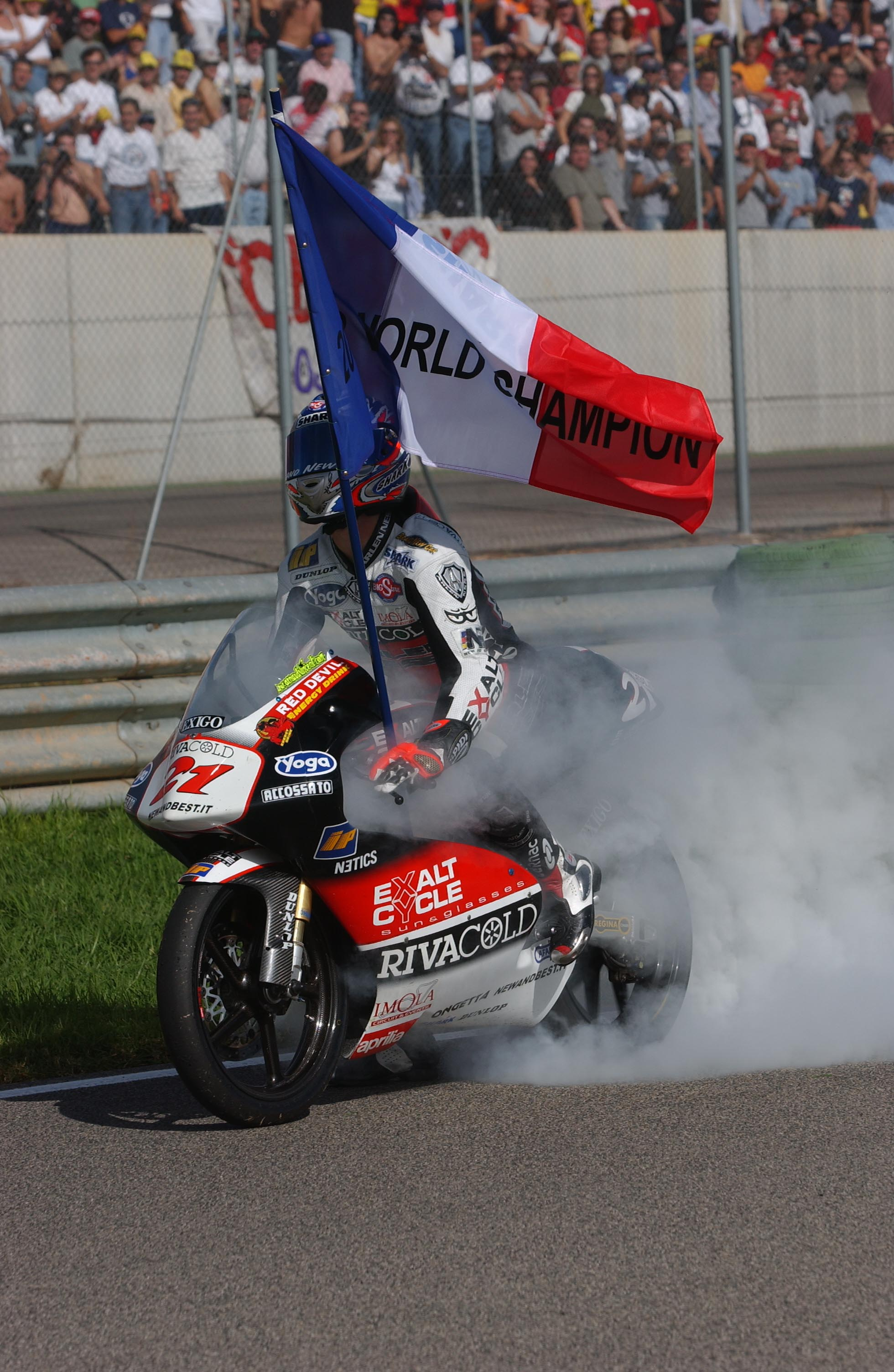

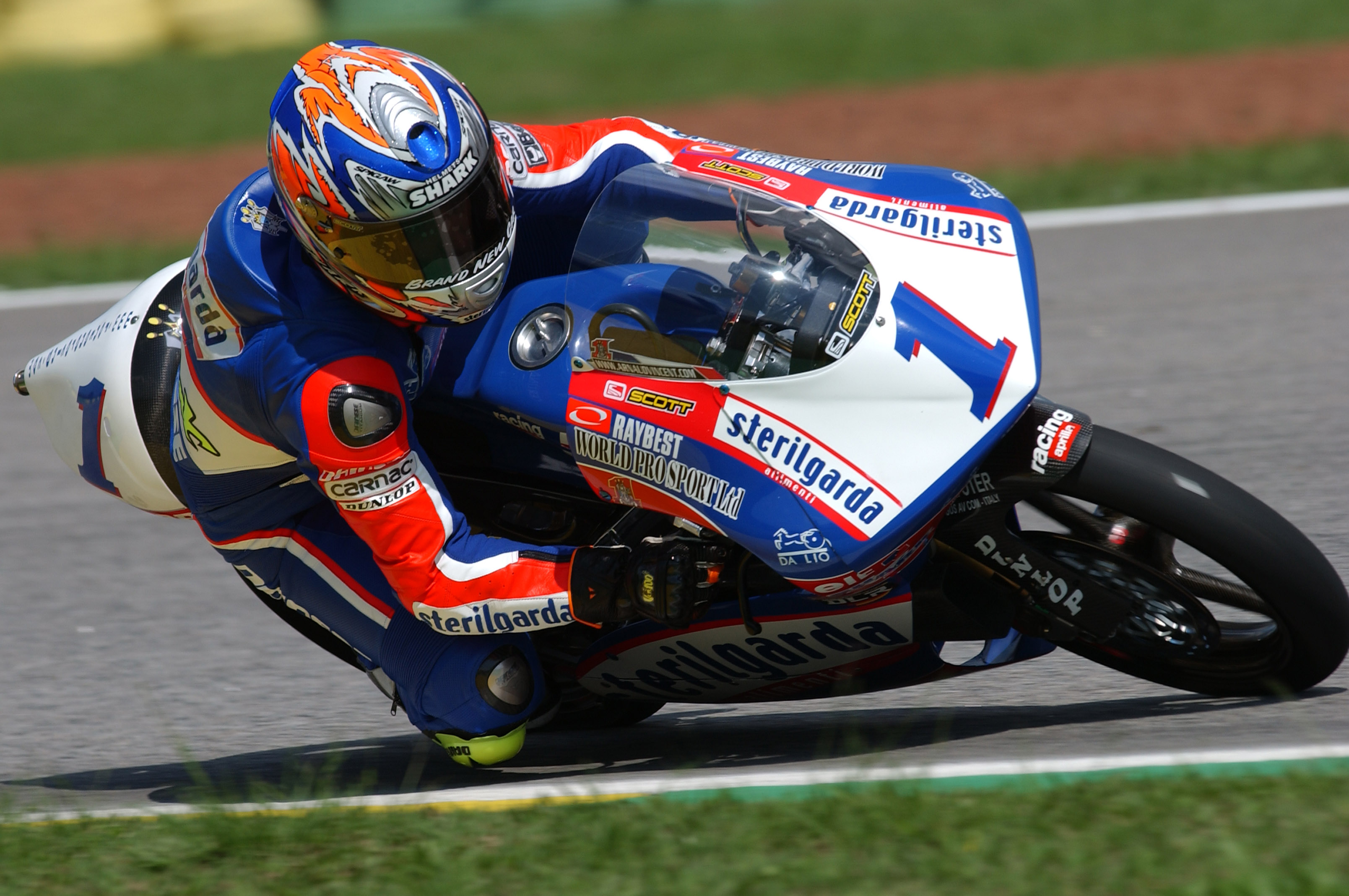
GP BRESIL 2003

Il remporte une première victoire dès sa deuxième saison (sur le circuit de Catalunya) mais il doit attendre l'année 2002 pour remporter le titre de Champion du Monde 125 cm3 sur Aprilia, remportant cinq victoires et montant dix fois sur le podium.
Passé chez KTM pour la saison suivante, il ne fera qu'une demi saison à leurs côtés et reviendra en cours de saison chez Aprilia avec le Team Sterilgarda.
En 2004, il passe dans la catégorie supérieure en 250 cm3 avec le team français Scrab Compétition, mais il sera équipé d'une moto privée, donc les résultats ne seront pas à la hauteur de ses espérances.
En 2005, il relève le défi de développer une nouvelle moto, la Fantic 250 cm3, mais la moto manque de fiabilité et terminera la saison avec un zéro pointé et il ne terminera que quatre courses sur 15, à la suite des 45 casses moteur de la moto.
En 2006, il continue les Grand Prix 250 cm3 avec le team Molenaar Racing encore une fois sur une moto privée. La saison 2006 sera sa dernière en Grand Prix dans la catégorie 250 cm3, Arnaud décide d'arrêter.
En 2007, il obtient un guidon pour le mondial Supersport avec le Team Millet Racing mais l'équipe manque de budget et annulera le programme juste avant le début du championnat. Arnaud Vincent s'engage alors en championnat de France en 600 cm3 avec le Team Yam Service Blagnac Compétition. À l'issue du championnat, il sera troisième derrière Kenny Foray (champion de France) et David Perret.
En 2008, Arnaud Vincent revient sur la scène mondiale en participant au mondial 600 Supersport avec l'équipe Gil Motor Sport-Solution F. Ils ne finissent pas l'année ensemble pour cause de manque de performance de la moto, en raison du manque de matériels et de moyens.
En 2009, Arnaud Vincent effectuera trois courses en Championnat de France Superbike avant de définitivement clore sa carrière moto.
En 2010, Il décide de participer au championnat d'Europe voiture GT3, et c'est grâce au team Graff Racing qu'il pourra assouvir sa passion pour les quatre roues.

## Palmarès
- Champion de France et d'Europe en 1997
- Champion du monde 2002 125 cm3 sur Aprilia
- 2eau nombre de victoires françaises en Grand Prix avec 7 victoires, à égalité avec Olivier Jacque et Christian Sarron (Johann Zarco et Fabio Quartararo sont recordmen avec 12 victoires).

### Victoires en 125 cm3: 7
| Année | Lieu du Grand Prix                 | Circuit                         | Ville                |
| ----- | ---------------------------------- | ------------------------------- | -------------------- |
| 1999  | Grand Prix moto de Catalogne       | Circuit de Catalogne            | Barcelone            |
| 2000  | Grand Prix moto d'Afrique du Sud   | Phakisa Freeway                 | Welkom               |
| 2002  | Grand Prix moto du Japon           | Circuit de Suzuka               | Suzuka               |
| 2002  | Grand Prix moto de Grande-Bretagne | Donington Park                  | Castle Donington     |
| 2002  | Grand Prix moto d'Allemagne        | Sachsenring                     | Hohenstein-Ernstthal |
| 2002  | Grand Prix moto du Portugal        | Circuit d'Estoril               | Estoril              |
| 2002  | Grand Prix moto de Malaisie        | Circuit international de Sepang | Sepang               |

## Carrière en Grand Prix moto

### Par catégorie
| Cat.    | Année          | 1er GP   | 1er Podium | 1re Victoire | Courses | Victoires | Podiums | Pole | M.tours¹ | Points | Titres |
| ------- | -------------- | -------- | ---------- | ------------ | ------- | --------- | ------- | ---- | -------- | ------ | ------ |
| 125 cm3 | 1996;1998-2003 | FRA 1996 | FRA 1999   | CAT 1999     | 94      | 7         | 19      | 4    | 1        | 765    | 1      |
| 250 cm3 | 2004-2006      | RSA 2004 |            |              | 37      | 0         | 0       | 0    | 0        | 29     | 0      |
| Total   | 1996;1998-2006 |          |            |              | 131     | 7         | 19      | 4    | 1        | 794    | 1      |

## AVS Racing
Aujourd'hui, Arnaud Vincent est patron de la société AVS Racing, un fabricant de protège-mains pour vélos tout terrains.

## Distinction
- Lauréat du Prix Roland Peugeot de l'Académie des sports du plus bel exploit motocycliste français de l'année en 2002[2].